# Carl von Ehrenwall
Carl Philipp Alexander Anton von Ehrenwall (* 9. September 1855 in Ahrweiler; † 19. Juni 1935 ebenda) war ein deutscher Neurologe und Kommunalpolitiker.

## Leben
Ehrenwall wurde am 9. September 1855 in Ahrweiler geboren und gleich am Folgetag (10. September) römisch-katholisch getauft. Nach seinem Abitur studierte er Medizin in Würzburg und Breslau. Im Jahr 1877 gründete er noch während seiner Ausbildung die heutige Dr. von Ehrenwall’sche Klinik in Ahrweiler. Zwei Jahre später (1879) veröffentlichte er seine Dissertation zum Thema Zur Casuistik der multiplen Lipome (Verlag Woerl, Würzburg 1879).
Zwischen 1882 und 1886 leitete er die Klinik gemeinsam mit seiner Frau Anna, geborene Sturm. Unter seiner Leitung wurde die Klinik auf moderne Therapieformen ausgerichtet. Er installierte außerdem eine eigene Strom- und Wasserversorgung. Im Jahr 1912 erfolgte seine Ernennung zum Geheimen Sanitätsrat. 1914 war er Mitglied („Mitgliedsevidenz“) im Kaiserlichen Automobil-Club.
Im Jahr 1892 war Ehrenwall Schützenkönig. Außerdem fungierte er bis 1894 als Standesbeamter in Ahrweiler.

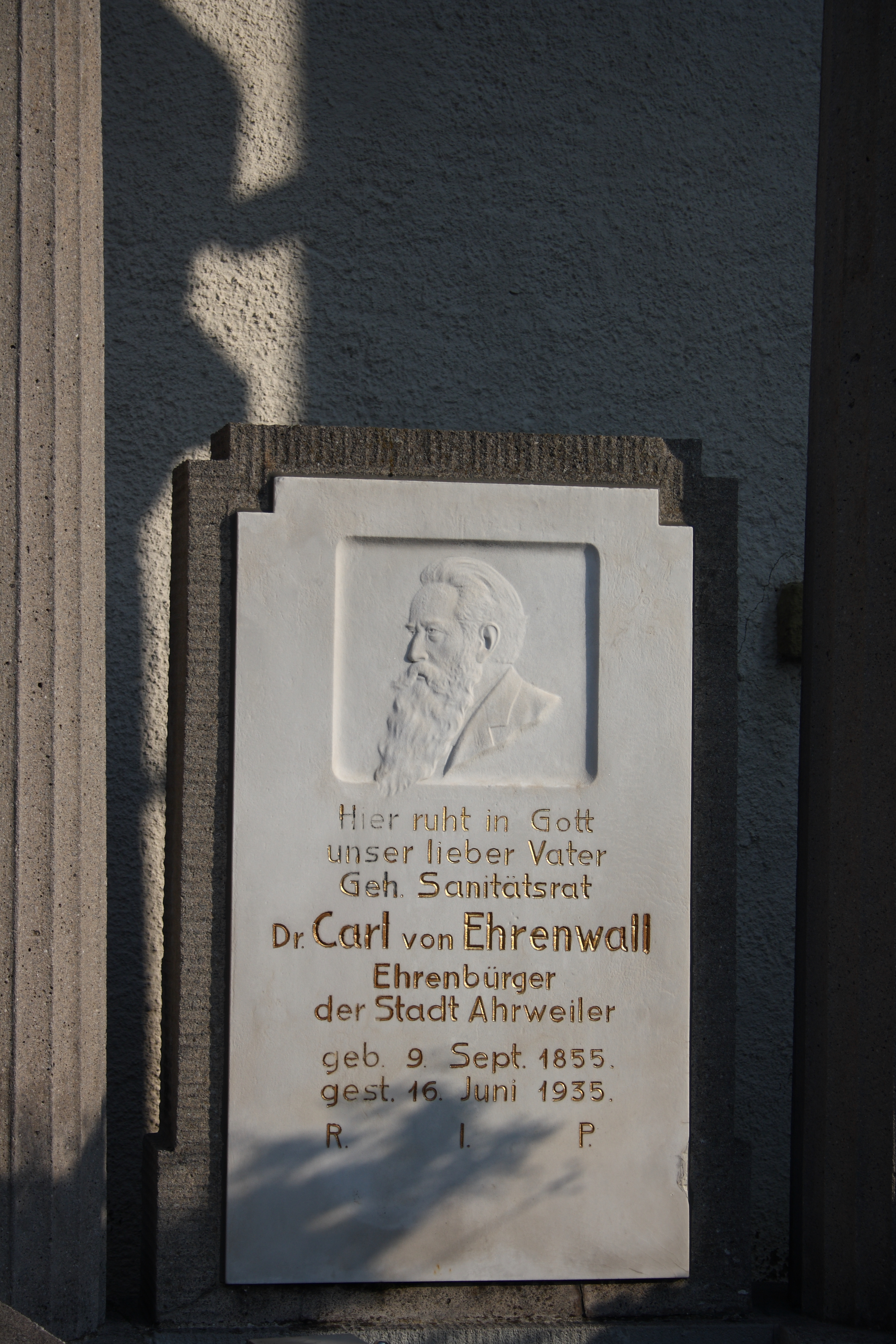
Grabstein von Carl von Ehrenwall auf dem alten Friedhof in Ahrweiler

## Ehrungen
- Ehrenbürger von Ahrweiler (8. November 1927)[4]
- Die Carl-von-Ehrenwall-Allee in Ahrweiler wurde nach ihm benannt